# GBA Group
Die Dachmarke GBA Group vereint ein Netzwerk von Dienstleistungsunternehmen mit den Schwerpunkten Laboranalytik, Beratung und weiterführende Services für Umwelt, Lebensmittel und Pharma. Ihr Hauptsitz mit der GBA Gesellschaft für Bioanalytik mbH befindet sich in Hamburg.

## Geschichte
Laborarzt und Chemiker Erich Döllefeld gründete 1975 in Hamburg-Harburg eine medizinische Laborpraxis, deren medizinfremde Leistungen er später auslagerte. Mit dem neuen Arbeitsfeld umweltrelevante Analysen firmierte das chemische Laboratorium 1989 zur „Gesellschaft für Bioanalytik Hamburg mbH“ um.
In den folgenden Jahren integrierte die heutige GBA Group verschiedene Analyselabore und erweiterte ihre Geschäftsfelder um Dienstleistungen für die Lebensmittel- und Pharmabranche. Niederlassungen in Österreich, Belgien, Polen und Finnland kamen dazu, aktuell umfasst die GBA Group über 50 Standorte. Seit 2011 trägt das Unternehmen den Firmennamen „GBA Gesellschaft für Bioanalytik mbH“.
Mit dem Erwerb der Ivario GmbH & Co. KG gehört seit 2019 auch dieser Anbieter für Endverbraucher-Trinkwasseruntersuchungen zur GBA Group.

## Schwerpunkte
- Lebensmittelanalytik bspw. auf Rückstände, Kontaminanten, Nährwerte und Zusatzstoffe sowie produktspezifische und mikrobiologische Untersuchungen
- Umweltanalytik bspw. Wasser, Boden-, Sediment- und Bauschutt, Abfall- und Wertstoffe, Mineralölerzeugnisse, Gas und Luft sowie Biota
- Pharma bspw. Preclinical Services, Bioanalytical Services, Clinical Trial Supply Management, QP Services, PBMC Services, Central Laboratory, Analytical Testing Services, Regulatory Affairs

## Unternehmensstruktur
Standorte der GBA Gesellschaft für Bioanalytik mbH befinden sich neben Hamburg in Pinneberg, Berlin, Hameln, Mönchengladbach, Hildesheim, Gelsenkirchen, Herten, Freiberg, Stuttgart und Augsburg.
Weitere Tochtergesellschaften innerhalb der GBA Group sind für die Sparte Lebensmittel die TeLA GmbH in Geestland, die Hygienicum GmbH in Graz, Lavetan NV in Turnhout (Belgien) und GBA POLSKA ehemalig JARS SA in Leżajsk, Lublin, Mysłowice, Olsztyn, Poznań, Wrocław (Polen). Die nuTIQ GmbH als Anbieter für integrierte digitale Lösungen ist in Harburg ansässig.
Der Bereich Pharma verfügt über Standorte in Deutschland und Österreich mit den Firmen GBA Pharma GmbH (Neuried und Ulm), Pharmacelsus GmbH (Saarbrücken), Laboratorium für Klinische Forschung GmbH (Schwentinental) und ABF Pharmaceutical Services GmbH (Wien).
Im Umweltbereich gehören die Hydrologische Untersuchungsstelle Salzburg GmbH, die Analytikum Umweltlabor GmbH in Merseburg, das Thüringer Umweltinstitut Henterich GmbH & Co. KG in Krauthausen, die GBA Analytical Services GmbH in Vaterstetten bei München, GEOTAIX Umwelttechnologie GmbH in Würselen, GBA POLSKA ehemalig JARS SA in Leżajsk, Lublin, Mysłowice, Olsztyn, Poznań, Wrocław (Polen), Labroc Oy in Espoo, Tampere, Kuopio, Oulu, Helsinki (Finnland) sowie die Trinkwassertester der Ivario zur GBA Group.